# Església parroquial de la Mare de Déu dels Desemparats (Cirat)
L'església parroquial de la Mare de Déu dels Desemparats, localitzada en la pedania d'El Tormo, a Cirat, a la comarca de l'Alt Millars és un lloc de culte catalogat com Bé de rellevància local, segons la Disposició Addicional Cinquena de la Llei 5/2007, de 9 de febrer, de la Generalitat Valenciana, de modificació de la Llei 4/1998, d'11 de juny, del Patrimoni Cultural Valencià (DOCV Núm. 5.449 / 13/02/2007), amb codi identificatiu: 12.08.046-005.
Pertany a l'arxiprestat 9, conegut com de La nostra Senyora Verge de l'Esperança, amb seu a Onda, del Bisbat de Sogorb-Castelló.